# World Demise
World Demise – czwarty album amerykańskiej grupy deathmetalowej Obituary. Wydawnictwo ukazało się 6 września 1994 roku nakładem Roadrunner Records. Nagrania zostały zarejestrowane w Morrisound Recording w Tampie w stanie Floryda we współpracy z producentem muzycznym Scottem Burnsem. Płyta zadebiutowała na 17. miejscu listy Top Heatseekers w Stanach Zjednoczonych.
W ramach promocji grupa odbyła europejską trasę koncertową wraz z takimi zespołami jak Sepultura, Voodoocult. Rok później zespół również wystąpił w Europie. Koncerty Obituary poprzedziły grupy Eyehategod i Pitchshifter.

## Lista utworów
Opracowano na podstawie materiału źródłowego.
| Nr  | Tytuł utworu     | Długość |
| --- | ---------------- | ------- |
| 1.  | „Don’t Care”     | 3:08    |
| 2.  | „World Demise”   | 3:43    |
| 3.  | „Burned In”      | 3:32    |
| 4.  | „Redefine”       | 4:39    |
| 5.  | „Paralyzing”     | 4:57    |
| 6.  | „Lost”           | 3:59    |
| 7.  | „Solid State”    | 4:38    |
| 8.  | „Splattered”     | 4:15    |
| 9.  | „Final Thoughts” | 4:08    |
| 10. | „Boiling Point”  | 3:10    |
| 11. | „Set in Stone”   | 4:52    |
| 12. | „Kill for Me”    | 6:01    |
|     |                  | 51:02   |

## Twórcy
Opracowano na podstawie materiału źródłowego.
| - John Tardy – śpiew, zdjęcia - Allen West – gitara prowadząca - Trevor Peres – gitara rytmiczna, koncepcja oprawy graficznej - Frank Watkins – gitara basowa - Donald Tardy – perkusja | - Brian Benscoter – inżynieria dźwięku - George Marino – mastering - Scott Burns – miksowanie, produkcja muzyczna, inżynieria dźwięku - Dave Nicholls – inżynieria dźwięku |

## Wydania
Opracowano na podstawie materiału źródłowego.
| Rok  | Nr katalogowy | Format       | Wytwórnia          | Kraj              |
| ---- | ------------- | ------------ | ------------------ | ----------------- |
| 1994 | RR 8995-2     | CD           | Roadrunner Records | Stany Zjednoczone |
| 1994 | RR 8995-2     | CD           | Roadrunner Records | Holandia          |
| 1994 | RR 8995-5     | CD, Ltd, Dig | Roadrunner Records | Stany Zjednoczone |
| 1994 | RR 8995-4     | CS           | Roadrunner Records | Stany Zjednoczone |
| 1994 | RR 8995-1     | LP           | Roadrunner Records | Europa            |
| 1998 | RR 8740-2     | CD           | Roadrunner Records | Stany Zjednoczone |